# Combat de Palafrugell
El Combat de Palafrugell fou un dels episodis de la Guerra dels Trenta Anys a Catalunya.

## Antecedents
Al segle xvii, l'imperi espanyol s'enfronta al Regne de França i Catalunya esdevé territori de combat. L'any 1637, 300 homes de l'exèrcit castellà mancats de paga i indisciplinats s'allotgen a Palafrugell contravenint el privilegi que Jaume I el Conqueridor havia atorgat a la vila el 1251 i es dediquen al pillatge, maltracte i vexació desenfrenada. Aquesta situació provoca la crispació dels palafrugellencs.

## El combat
La vila de Palafrugell es revolta el 20 de juliol de 1638 contra els 300 soldats dels tercios castellans que s'havien tornat a establir a la població. Hi moriren dos capitans i alguns soldats i, en represàlia, foren enviades a la vila tres o deu companyies de càstig, i la població fou saquejada pels soldats, que van cremar algunes cases i profanar tres esglésies, incloent la de la vila de Llofriu
De l'episodi se'n va deixar constància al llibre del clavari, conservat a l'Arxiu Municipal de Palafrugell:
"A 20 de juliol 1638, dia de Santa Margarida, as? en Palafrugell y agé una gran brega. Sis companies de soldats, que éran sis banderas, y volgueren vènser la terra y la terra los va vènser a ells, que Déu y va obrar. De la terra no va morir sinó un home, que se deia Salvi Pericahy. Y lo rey anvià deu companias de soldats de cavalls que astiguéran desaset días que causaren molt gran dany en Palafrugell, que la gent agueren de dexar las casas per majoria, que y varen morir dos capitans y molts soldats."

## Conseqüències
La gran consternació produïda a tot Catalunya va fer que fins i tot les autoritats no catalanes, com el bisbe de Girona, protestaren per aquests fets. Aquest fet fou una de les causes del Corpus de Sang. En esclatar la guerra dels Segadors, les tropes castellanes van cremar 28 cases i van saquejar l'església de Santa Margarida.